# KS Petanka Wrocław
KS Petanka Wrocław – wrocławski klub pétanque powstały w 1999 roku, będący pierwszym zarejestrowanym klub sportowym w tej dyscyplinie w Polsce.

## Historia
Początki istnienia klubu są ściśle związane z pojawieniem się bul w Polsce. W latach 70, 80 i 90 XX wieku Polacy przyjeżdżali z Francji wraz z kupionymi przez siebie kulami i pokazywali grę znajomym.
W lipcu 1998 roku nastąpiło spotkanie rodziny Zająców i Parchanowiczów z małżeństwem Szalewiczów (Andrzej – Polak, Krystyna – Francuzka), którzy właśnie przyjechali do Polski. Ich zamiar propagowania „gry w bule” trafił na podatny grunt. W lipcu 1999 kilka wrocławskich rodzin (Gajewscy, Kmieciakowie, Krupińscy, Parchanowicze, Zające) zaczęło systematycznie grać w petankę. Pierwszym obiektem sportowym tych spotkań był kort w Leśnicy. 23 grudnia 1999 w Sądzie Okręgowym we Wrocławiu wpisał został do Rejestru Stowarzyszeń Kultury Fizycznej Klub sportowy gry w kule Petanka z siedzibą we Wrocławiu KS Petanka Wrocław.
Pierwszym jego prezesem został Bogusław Zając, a wiceprezesem Józef Parchanowicz.
Już w roku 2000 organizowane były we Wrocławiu pokazy oraz turnieje pétanque. Do roku 2008 klub organizował polska edycję turnieju Centrope Cup.
Petanka Wrocław była współzałożycielem Polskiej Federacji Petanque do zarządu której weszli członkowie klubu: Bogdan Zając i Józef Parchanowicz.